# Peter Lacy

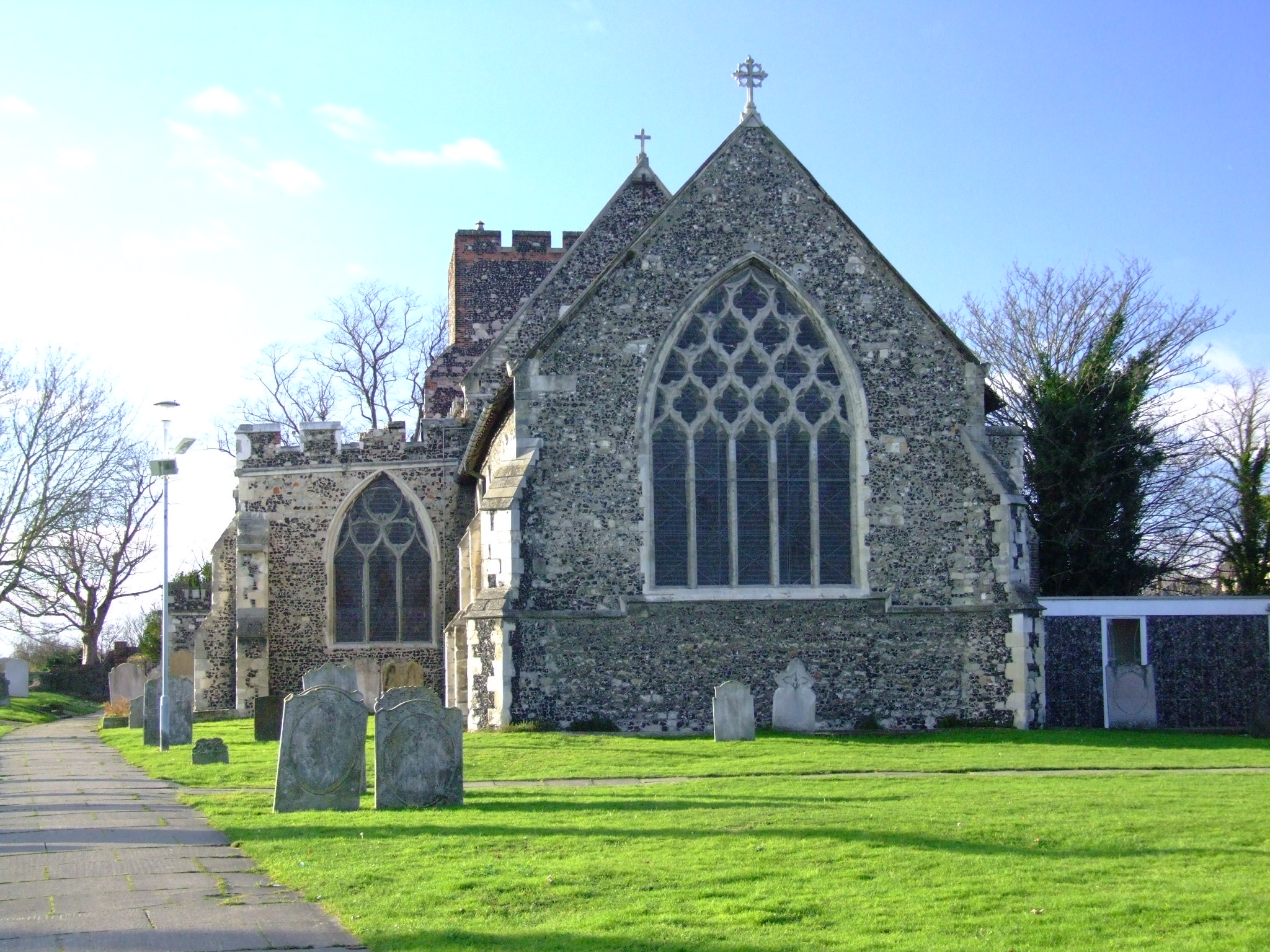
Die St Botolph’s Church in Northfleet, in der Lacy begraben wurde

Peter Lacy (* um 1310; † 18. Oktober 1375) war ein englischer Geistlicher, der von 1367 bis 1371 als Lordsiegelbewahrer des Königs diente.

## Aufstieg im Dienst des Schwarzen Prinzen
Peter Lacy wird erstmals 1337 im Dienst des Thronfolgers Edward of Woodstock erwähnt, als dieser gerade zum Duke of Cornwall erhoben worden war. Vor 1339 wurde er Pfarrer von Whitsone in Cornwall, daneben schien er in Rendlesham in Suffolk eine weitere Pfarrstelle gehabt zu haben. 1343 wird er in Suffolk zusammen mit dem wohl mit ihm verwandten Nicholas Lacy, Pfarrer von Chelmondiston erwähnt.
Vor 1341 war er Beamter im Dienst von William Hoo, dem Verwalter der Garderobe von Edward of Woodstock geworden. Im Dienst des Thronfolgers reiste er von 1344 bis 1345 nach Cornwall. Am 12. November 1346 sollte er die Einkünfte aus den Besitzungen des Prinzen nach Frankreich senden, wo dieser am Feldzug seines Vaters König Eduard III. teilnahm. Dabei wurde er am 20. Dezember 1346 als Nachfolger des entlassenen John Pirye Receiver General (Verwalter) der umfangreichen Güter des Thronfolgers in Wales, Chester, Cornwall und anderen Teilen Englands. Bis 1371 übte er das Amt des Receiver General aus, dazu wurde er Verwalter der Garderobe des Prinzen. Obwohl er eigentlich nur Verwalter der Ländereien war, übernahm er scheinbar auch das Amt des Schatzmeisters. Damit war er wohl auch für die unverantwortliche Großzügigkeit des Prinzen mitverantwortlich, die letztlich mit zur Legendenbildung um den sogenannten Schwarzen Prinzen führte. Für seine Dienste wurde Lacy sehr bescheiden entlohnt. Er wurde 1356 Vertreter der Pfarrei von Northfleet in Kent, bis er vor 1363 die Pfarrstelle übernahm. Dadurch hatte er etwa 100 Mark jährliche Einkünfte, dazu besaß er zwei Pfründen in Wolverhampton und Bisley.

## Lordsiegelbewahrer des Königs
Als Nachfolger von William von Wykeham, der zum Lordkanzler aufgestiegen war und Lacy offensichtlich förderte, wurde Lacy am 27. Oktober 1367 Lordsiegelbewahrer. Für dieses Amt erhielt er eine Pfründe in Lichfield, für die er seine beiden Pfründen in Wolverhampton und Bisley aufgeben musste, dazu erhielt er 1368 eine Pfründe in Dublin. Ab dem 3. Juni 1369 führte er auch das Siegel, das Eduard III. als König von Frankreich führte. In dieser Funktion bezeugte er zahlreiche königliche Urkunden, daneben blieb er weiterhin Verwalter der Ländereien des Thronfolgers. Durch den Druck des Parlaments wurde Lacy im März 1371 als Lordsiegelbewahrer abgelöst. Am 24. März 1371 musste auch sein Förderer Wykeham sein Amt als Lordkanzler niederlegen. Sein Amt als Verwalter führte Lacy jedoch bis Dezember 1371 oder Januar 1372 weiter.

## Späteres Leben
Nach seinem Rücktritt blieb Lacy bis zu seinem Tod Priester in Northfleet. In seinem Testament erweiterte er eine Stiftung des Schwarzen Prinzen in Canterbury. Er wurde in der St Botolph’s Church in Northfleet begraben, wo seine Brasse erhalten ist. Der steinerne Baldachin, der sich über seinem Grab befand, befindet sich im British Museum.